# Charles Kemper
Charles Kemper (* 6. September 1900 in Oklahoma; † 12. Mai 1950 in Burbank, Kalifornien) war ein US-amerikanischer Schauspieler.

## Leben und Karriere
Charles Kemper begann seine Schauspielkarriere auf Vaudeville-Bühnen sowie in Minstrel Shows. Ab 1929 war Kemper regelmäßig als Darsteller in komödiantischen Kurzfilmen tätig, häufig unter Produktion von Educational Pictures. In den 1930er Jahren war Kemper auch in den Broadway-Musicals New Faces of 1936 und You Never Know zu sehen.
Charles Kempers erster Langfilm war der Western Der Mann aus dem Süden unter Regie von Jean Renoir, in welchem er gleich eine substanzielle Nebenrolle erhielt. In den folgenden fünf Jahren bis zu seinem Tod drehte er insgesamt 24 Spielfilme, in denen er mit seiner markanten, schwergewichtigen Gestalt und der kiesigen Stimme sowohl gutmütige als auch bösartige Nebencharaktere darstellte. In Clarence Browns Literaturverfilmung Griff in den Staub (1949) nach dem gleichnamigen Roman von William Faulkner spielte er einen rassistischen Südstaatler, der seinen Brudermord einem Schwarzen in die Schuhe schieben will, und in John Fords bei Filmkritikern angesehenem Western Westlich St. Louis (1950) verkörperte er die Rolle des Onkel Shiloh Clegg, Anführer einer mörderischen Familienbande. In seinem letzten Film On Dangerous Ground, der erst über ein Jahr nach seinem Tod in den Kinos erschien, spielte er unter Regie von Nicholas Ray den väterlichen Kollegen von Robert Ryans Großstadtpolizisten.
Der 49-jährige Charakterdarsteller starb im Mai 1950 im kalifornischen Burbank bei einem Autounfall. Kemper wurde auf dem Holy Cross Cemetery in Culver City beigesetzt.

## Filmografie (Auswahl)
- 1929: Haunted; or, Who Killed the Cat? (Kurzfilm)
- 1945: Der Mann aus dem Süden (The Southerner)
- 1945: Straße der Versuchung (Scarlet Street)
- 1946: Schwester Kenny (Sister Kenny)
- 1947: The Shocking Miss Pilgrim
- 1947: That Hagen Girl
- 1947: Rächer ohne Waffen (Gunfighters)
- 1948: Rache ohne Gnade (Fury at Furnace Creek)
- 1948: Herrin der toten Stadt (Yellow Sky)
- 1948: Tochter der Prärie (Belle Starr's Daughter)
- 1949: Adventure in Baltimore
- 1949: Banditen am Scheideweg (The Doolins of Oklahoma)
- 1949: Griff in den Staub (Intruder in the Dust)
- 1950: A Ticket to Tomahawk
- 1950: Stars in My Crown
- 1950: Der Nevada-Mann (The Nevadan)
- 1950: Westlich St. Louis (Wagon Master)
- 1950: Where Danger Lives
- 1950: In der Hölle von Missouri (California Passage)
- 1951: On Dangerous Ground